# Sminthopsis hirtipes
Sminthopsis hirtipes е вид бозайник от семейство Торбести мишки (Dasyuridae).

## Разпространение
Видът е разпространен в Австралия.